# Maison Van Gogh à Cuesmes
Pour les articles homonymes, voir Maison Van Gogh.
La Maison van Gogh (ou Maison du Marais) est l’habitation, sise à Cuesmes  , près de Mons, en Belgique, où vécut le peintre Vincent van Gogh d’août 1879 à octobre 1880. La maison est aujourd’hui un petit musée à la mémoire du grand peintre impressionniste de la fin du XIXe siècle.

## Histoire
Vincent van Gogh, en pleine crise religieuse, arrive à Wasmes en 1878, comme prédicateur protestant. Y trouvant son logement trop luxueux, il déménage et s'installe plutôt à Cuesmes. Non seulement il prêche, mais il vit de la manière la plus radicalement évangélique, donnant ce qu’il possède aux mineurs et à leur famille, vivant comme eux et descendant avec eux au fond de la mine. Il aurait même sauvé la vie à un mineur touché par un coup de grisou. 
Son radicalisme est désapprouvé par les autorités protestantes qui lui retirent son ministère. Il rentre quelque temps chez lui, à Etten (Pays-Bas) où il se trouve à nouveau en conflit avec sa famille. Il revient à Cuesmes où il loge chez un mineur jusqu’en octobre 1880. Vincent van Gogh quitte alors le Borinage.

## Musée
La maison où il logeait à Cuesmes est un petit musée à la mémoire du grand peintre. Un parcours scénographique permet de suivre le peintre au long des routes de sa vie agitée. Des reproductions de son abondante correspondance donnent une idée de ses activités durant son séjour au Borinage. Le dessin original du peintre Les Bêcheurs (d’après Millet) esquissé en 1880, s’y trouve. 
Le musée reçoit les visiteurs du mardi au samedi. Son adresse est : 3 rue du pavillon, B-7033 Cuesmes (Mons), Belgique.
La Maison van Gogh est associée au Musée van Gogh d’Amsterdam.

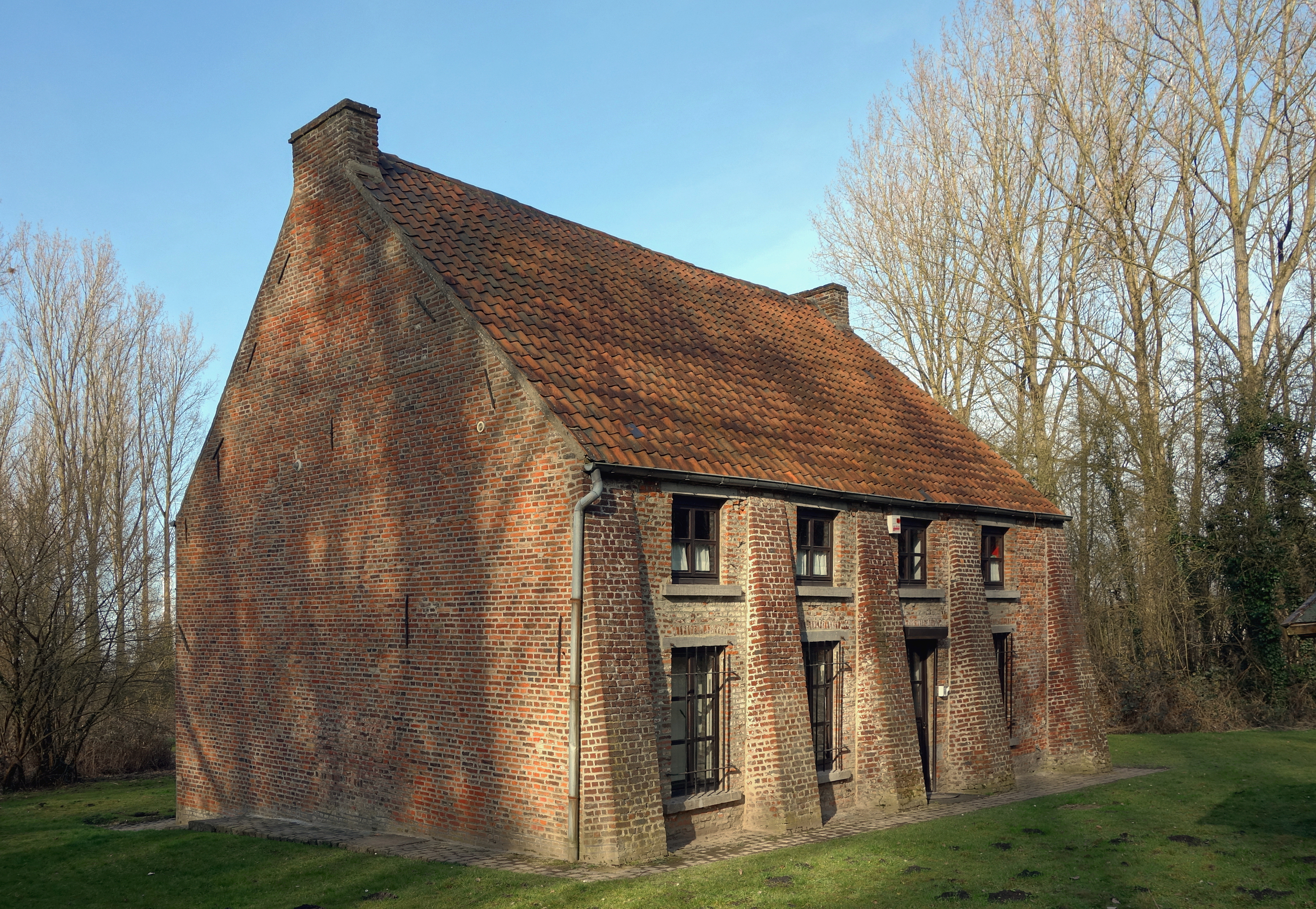
Vue arrière de la maison.
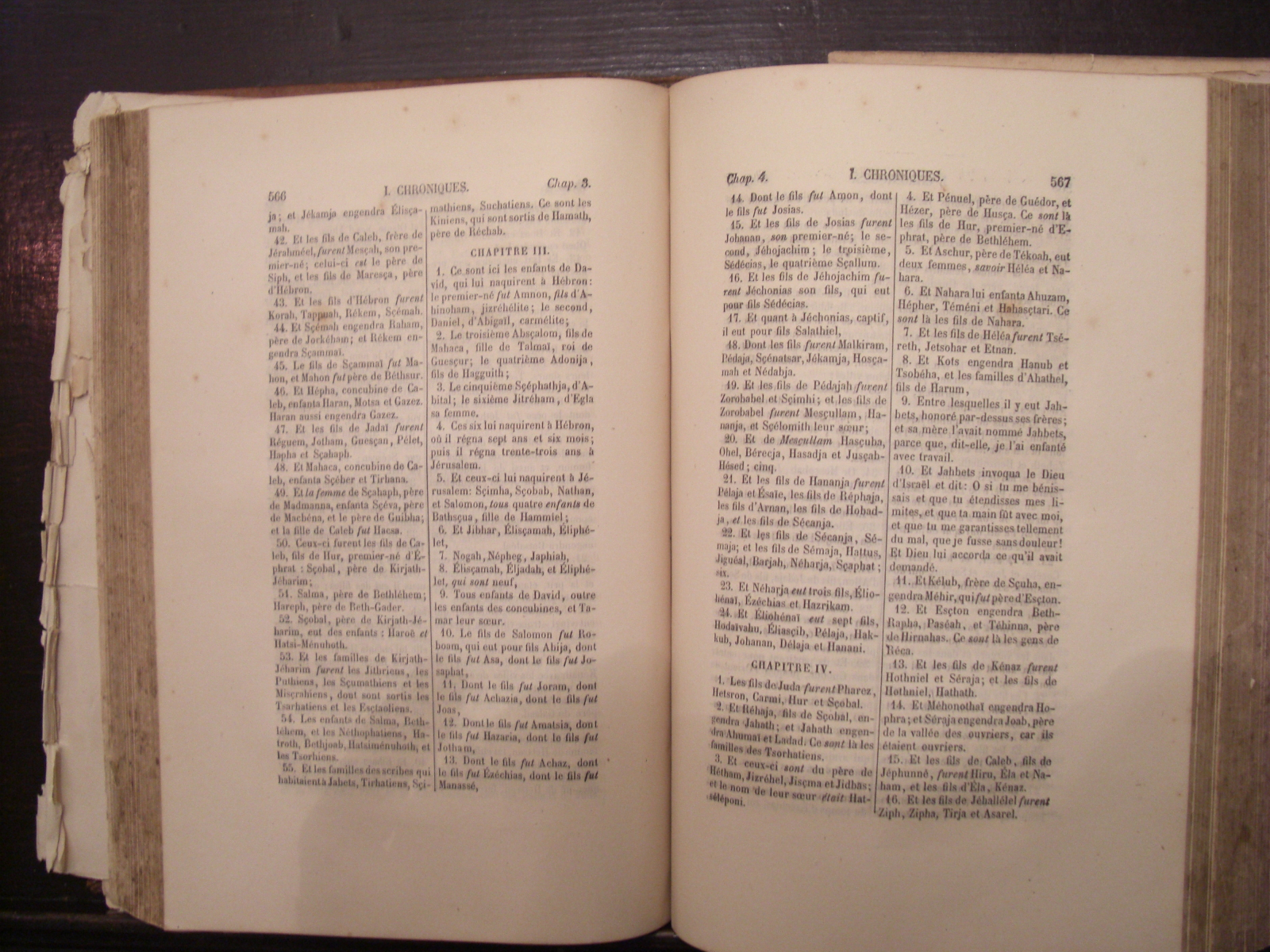
La Bible de van Gogh (à Cuesmes).